# Тёплый Ключ (Башкортостан)
Тёплый Ключ (баш. Тёплый Ключ) — деревня в Кигинском районе Республики Башкортостан Российской Федерации. Входит в состав Верхнекигинского сельсовета.

## География
Находится возле Екатерининского тракта, построенного в XVIII веке.
Географическое положение
Расстояние до:
- районного центра (Верхние Киги): 12 км,
- центра сельсовета (Верхние Киги): 12 км,
- ближайшей ж/д станции (Сулея): 31 км.

## Население
| 2002 | 2009 | 2010 |
| ---- | ---- | ---- |
| 86   | →86  | ↘71  |

Национальный состав
Согласно переписи 2002 года, преобладающие национальности — русские (55 %), татары (28 %).

## Транспорт
Рядом с деревней расположен Екатерининский мост.